# Likviditet
För andra betydelser, se Likvid.
Likviditet är ett ord som kan användas i flera sammanhang för att illustrera betalningsförmåga eller förmåga att erhålla kontanter. 
Likviditet är ett mått på en organisations kortsiktiga betalningsförmåga. Jämför likvida medel, soliditet. Har man möjlighet att betala sina skulder i tid är man likvid, illikvid är det motsatta förhållandet.
Aktiebolag förväntas av ägarna att hålla en likviditet som är tillräckligt hög för att de ska kunna bedriva sin verksamhet, men inte så hög att den bromsar avkastningen. Stor tillgång till likvida medel ger ökad säkerhet att ett bolag ska kunna fullfölja sina åtaganden och därmed fortleva på kort och lång sikt. Å andra sidan är den enda förväntade avkastningen på ett innehav av kontanter eller likvida medel den ränta som bankkontot ger. Normalt förväntar sig ägarna en högre avkastning på investerade medel än så vilket skapar incitament för företagsledningen att optimera likviditeten och inte hålla en onödigt hög kassanivå. Likviditeten kan ökas med hjälp av lån och nyemissioner, och minskas genom amorteringar, aktieutdelning och investeringar. Företag arbetar vanligen med likviditetsprognoser för att förutse in- och utflöde av likvida medel och säkerställa att det finns en tillräcklig buffert för kända och okända händelser. Företag arbetar även aktivt med likviditet genom att sträva efter att få gynnsamma betalningsvillkor. Generellt är det fördelaktigt att kunna betala sina skulder så sent som möjligt och få in betalningar för utestående fordringar så fort som möjligt. Det är också en förhandlingsfråga när det gäller ett villkor för ett företags finansiering från finansinstitut för rörelsen eller enskilda investeringar. Ett sätt att spara likviditet kan vara leasing där ett företag betalar leasingavgift under en avtalad period men slipper den initiala investeringskostnaden. 
Med likviditet kan även avses en tillgångs relativa likviditet, det vill säga möjligheten att snabbt omsätta en tillgång i rena pengar. Bankkontomedel är en mer likvid tillgång än exempelvis kundfordringar som i sin tur är mer likvida än exempelvis byggnader.
Likviditet på en finansiell marknad beskriver hur väl handelsflödet fungerar för ett eller flera värdepapper. Om det finns en stor kvantitet till försäljning är det enkelt för köpare att hitta ett acceptabelt anbud, och likviditeten är då god. Vid en likviditetskris finns det få eller inga öppna anbud, antingen på köp- eller säljsidan vilket innebär att handelsflödet för värdepapper stannar upp och marknaden inte längre är likvid. På många marknader finns det särskilda aktörer, market makers, som ser till att det finns tillräcklig likviditet i handeln av ett värdepapper.

## Likviditet i relation till privatekonomi
När det gäller privatekonomi används ordet likviditet mer i termer av vilka tillgångar som en privatperson har i sin ägo, till exempel aktier eller sparpengar. Det skulle kunna uttryckas som att en person som vill öka chanserna för att få ett bostadslån behöver förbättra sin likviditet, alltså till exempel de kontanta medlen för en handpenning.
En privatperson som kan betala sina närliggande räkningar och skulder kan anses som att ha bra likviditet. En person som däremot har svårt att betala räkningar och skulder kallas för illikvid, precis som ett företag i samma situation. Att som privatperson ha ett buffertsparande ökar ens likviditet och minskar risken att behöva ta ett lån.